# Кундла, Джон
Джон Альберт Кундла (англ. John Albert Kundla; 3 июля 1916, Стар-Джанкшн, Пенсильвания — 23 июля 2017, Миннеаполис) — американский баскетбольный тренер. Шестикратный чемпион НБЛ, БАА и НБА с клубом «Миннеаполис Лейкерс», четырёхкратный тренер сборной Запада в матчах всех звёзд НБА (1951—1954), чемпион летней Универсиады 1965 года (как главный тренер) и Панамериканских игр 1967 года (как помощник тренера) со сборными командами США. Член Зала славы баскетбола с 1995 года, включён в список 10 величайших тренеров НБА.

## Биография

### Молодость и начало спортивной карьеры
Джон Кундла, родившийся в маленьком пенсильванском городке, ещё ребёнком переехал с родителями в Миннеаполис. Там он играл в баскетбольной и бейсбольной сборных средней школы «Миннеаполис Сентрал» и в 1935 году, в свой выпускной год, был признан лучшим игроком городского школьного баскетбола. Кундла продолжил обучение в Миннесотском университете, окончив его в 1939 году со степенью бакалавра наук. Он играл за университетскую бейсбольную сборную как первый бейсмен, а в баскетбольной команде университета провёл три года на позиции нападающего, в среднем за игру набирая 9,4 очка, в 1937 году выиграв со сборной чемпионат конференции Big Ten, а в выпускной год став её капитаном.
После окончания университета Кундла год играл в Кентукки в низшей профессиональной бейсбольной лиге за фарм-клуб «Бруклин Доджерс». В 1940 году он вернулся в Миннеаполис, став баскетбольным тренером. Он тренировал сборную начальной школы «Ассеншн» (позже, в 1943 году перейдя оттуда в среднюю школу «Де ла-Саль», где отвечал также за бейсбольную и футбольную команды) и одновременно занимал пост помощника главного тренера команды своего родного вуза. В 1941 году Кундла женился на Мари Фриц; в этом браке родились шесть детей. В конце Второй мировой войны Кундла был призван на военную службу во флот, успев поучаствовать на борту танкодесантного корабля в боевых действиях как на Европейском, так и на Тихоокеанском театре.

### В профессиональном баскетболе
По возвращении с фронта Кундла занял пост тренера баскетбольной команды частного колледже Св. Томаса в Миннеаполисе, одновременно вернувшись к своим обязанностям как помощник главного тренера в Миннесотском университета. В 1946 году он получил в Миннесотском университете степень магистра педагогики. В том же году, после года работы в колледже Св. Томаса, к нему обратились представители только что созданной профессиональной баскетбольной команды «Миннеаполис Лейкерс» с предложением возглавить её в качестве главного тренера. Кундла отклонил это предложение, будучи невысокого мнения о профессиональном баскетболе, но через год, когда ему предложили трёхлетний контракт с гарантированной зарплатой в размере 6000 долларов в год, согласился перейти в «Лейкерс».
Когда Кундла принял «Лейкерс» под своё руководство, лучшим игроком команды был Джим Поллард, но вскоре после начала сезона распался клуб «Чикаго Гиэрз» — предыдущий чемпион Национальной баскетбольной лиги, и команда из Миннеаполиса сумела заполучить в свои ряды лучшего центрового лиги Джорджа Майкена. «Лейкерс» выиграли чемпионат НБЛ 1947/48 года, а в следующем сезоне, перейдя в Баскетбольную ассоциацию Америки (БАА), стали чемпионами и там. По словам Кундлы, в лиге не было никого, кто мог бы остановить Майкена один на один: если на него ставили двоих опекунов, он отдавал мяч открытому партнёру, а если кто-то пытался опекать его в одиночку, это неминуемо кончалось заброшенным мячом или фолом.
В 1949 году в результате объединения БАА и НБЛ была сформирована Национальная баскетбольная лига. Её первый сезон «Лейкерс» начали в ещё более сильном составе, так как в нём появился Верн Миккельсен. Поначалу перспективному новичку не могли найти места в стартовой пятёрке, где играли Майкен и Поллард, но через несколько игр Кундла сформировал новый стиль игры, при котором Миккельсен играл под кольцом рядом с Майкеном, став одним из первых мощных форвардов в истории баскетбола. Вслед за НБЛ и БАА миннесотский клуб выиграл и чемпионат НБА, за весь сезон 1949/50 лишь однажды не сумев победить на своей площадке.
После трёх чемпионских титулов подряд в сезоне 1950/51 «Лейкерс», главная звезда которых Джордж Майкен играл со сломанной щиколоткой, были остановлены в полуфинале. Несмотря на это Кундлу пригласили тренировать сборную Западной конференции в первом в истории матче всех звёзд НБА. После этого его команда снова три раза подряд стала чемпионом НБА, а сам он ещё три года подряд тренировал сборную Запада в матче всех звёзд. В трёх чемпионских сезонах 1951—1954 годов с Кундлой работали пять будущих членов Зала славы баскетбола — Майкен, Поллард, Миккельсен и Слейтер Мартин все три года, а также Клайд Лавлетт в своём дебютном сезоне 1953/54.
После ухода Майкена с площадки по окончании сезона 1953/54 у «Лейкерс» началась полоса неудач, и перед сезоном 1957/58 Кундле пришлось перейти на пост генерального менеджера команды, освободив должность тренера для Майкена. Этот шаг, однако, не принёс успеха: из первых 39 матчей под руководством Майкена клуб проиграл 30, и после того, как Кундлу спешно вернули на пост тренера, положение к лучшему не изменилось. «Лейкерс» закончили сезон с балансом побед и поражений 19-53, впервые не попав в плей-офф. Через год Кундла и «Лейкерс» закончили регулярный сезон с менее чем 50 % побед, но в плей-офф сумели выиграть Западную конференцию, проиграв лишь в финале чемпионата «Бостону».
Перемены к лучшему начались для «Лейкерс» с выбора в драфте НБА в 1958 году Элджина Бэйлора, в дальнейшем ставшего звездой команды, но с Кундлой успевшего сыграть только один год. После этого владелец команды Боб Шорт принял решение о переводе клуба в Лос-Анджелес, и Кундла после 11,5 сезонов в ранге главного тренера расстался с ней, не желая уезжать от жившей в Миннеаполисе семьи. В общей сложности Кундла как тренер провёл с «Миннеаполисом» 725 игр в регулярных сезонах, из которых выиграл 423, и 95 игр в плей-офф, одержав победу в 60 из них. По количеству побед как в регулярном сезоне, так и в плей-офф он занимает третье место в истории команды.

## Дальнейшая жизнь
После расставания с «Лейкерс» Кундла занял в 1959 году пост главного тренера сборной Миннесотского университета, на котором оставался в следующие девять сезонов. Его команда играла без особого блеска, но сумела за это время выиграть больше матчей, чем проиграть (баланс 121—116). Кроме того Кундла был главным тренером студенческой сборной США на летней Универсиады 1965 года, завоевав с ней золотые медали, а через два года в качестве помощника главного тренера сопровождал любительскую сборную страны на Панамериканские игры в Канаду, где она также стала чемпионом.
С 1968 по 1981 год Кундла преподавал в Миннесотском университете баскетбол, теннис и ракетбол. Уйдя на пенсию, он издал книгу об основах баскетбола для начинающих тренеров. Даже на девятом десятке лет жизни, после эндопротезирования тазобедренного сустава, он продолжал активно заниматься спортом, в том числе играя в гольф и ездя на велосипеде. Его жена Мари умерла в 2007 году.
В 1995 году Джон Кундла был включен в Зал славы баскетбола, а на следующий год он был также включён в список 10 величайших тренеров НБА. По состоянию на 2014 год Кундла был самым старшим членом Зала славы во всех четырёх основных командных профессиональных видах спорта (включая бейсбол, хоккей и американский футбол). Скончался 23 июля 2017 года в Миннеаполисе.